# رين سميت
رين سميت (بالهولندية: Rein Smit)‏ هو لاعب كرة قدم هولندي، ولد في 5 يناير 2001 في كاستركوم في هولندا.

## وصلات خارجية
- رين سميت على موقع إي إس بي إن إف سي (الإنجليزية)
- رين سميت على موقع قاعدة بيانات كرة القدم.إي يو (الإنجليزية)
- رين سميت على موقع Soccerway.com (الإنجليزية)
- رين سميت على موقع عالم كرة القدم.نت (الإنجليزية)